# Spongiocarpella
Genre
Synonymes
- Chesneya  Lindl. ex Endl[2].

Spongiocarpella est un genre de plantes à fleurs dicotylédones de la famille des Fabaceae, sous-famille des Faboideae, originaire de l'Asie centrale, qui comprend quatre espèces acceptées. Selon certains auteurs, ces espèces doivent être rattachées au genre Chesneya  Lindl. ex Endl.

## Liste d'espèces
Selon The Plant List (11 novembre 2018) :
- Spongiocarpella grubovii (N.Ulziykh.) Yakovlev
- Spongiocarpella nubigena (D.Don) Yakovlev
- Spongiocarpella purpurea (P.C.Li) Yakovlev
- Spongiocarpella spinosa (P.C. Li) Yakovlev